# Fontinalis maritima
Fontinalis maritima là một loài Rêu trong họ Fontinalaceae. Loài này được Müll. Hal. mô tả khoa học đầu tiên năm 1887.